# 欧班
欧班（法語：Aubin，法語發音：[obɛ̃] ⓘ）是法国阿韦龙省的一个市镇，位于该省西北部，属于鲁埃格自由城区和德卡兹维尔市镇公共社区，其市镇面积为27.23平方公里，2022年1月1日时人口数量为3,465人。
欧班是德卡兹维尔市镇公共社区的组成部分。

## 行政
欧班的邮政编码为12110，INSEE市镇编码为12013。
法国国家统计与经济研究所（简称）在进行数据统计时，将欧班及相邻的另外4个市镇设为德卡兹维尔城市核心区，并将包括核心区在内的周边共9个市镇划为德卡兹维尔城市区。

## 地理

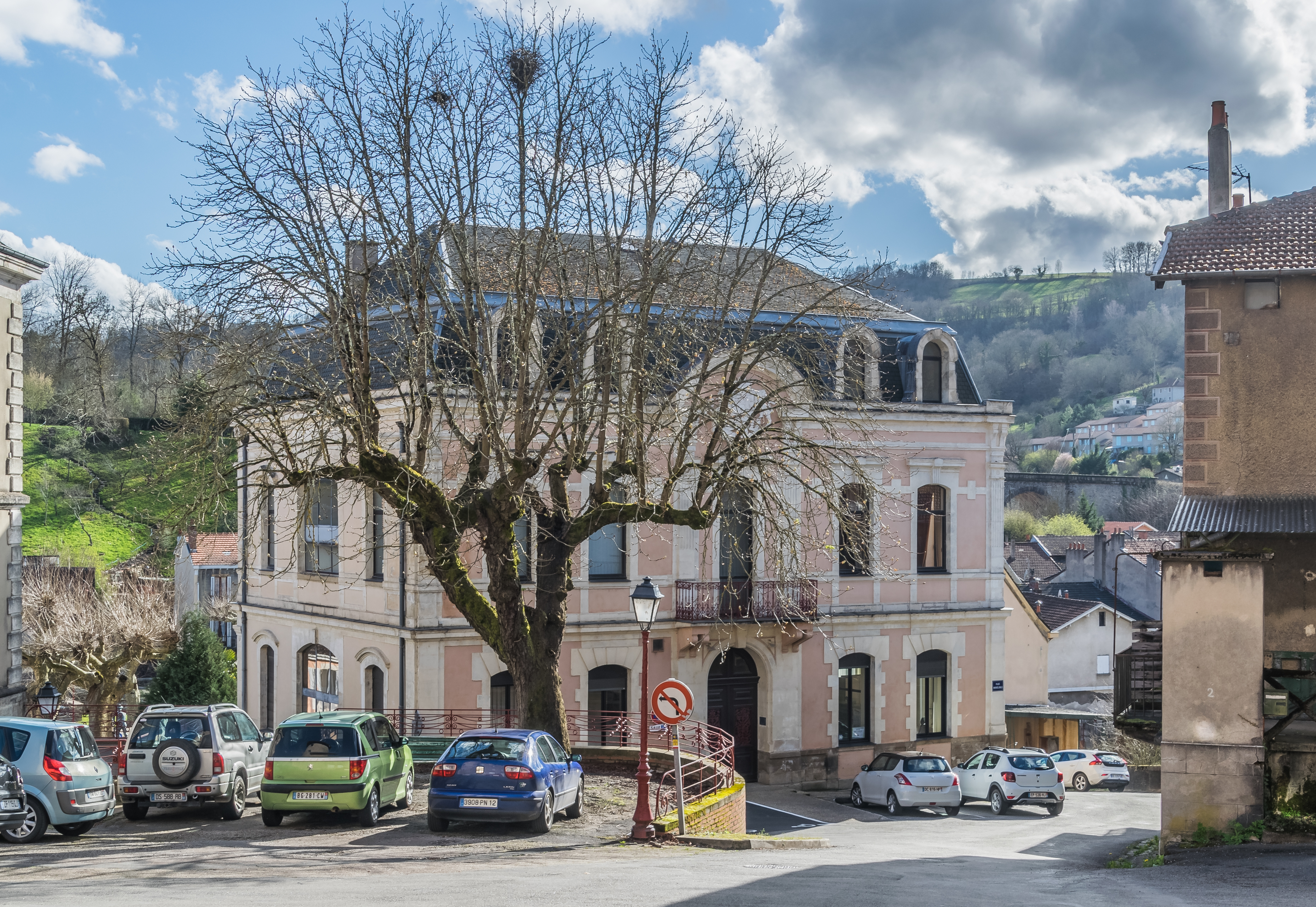
欧班市政厅

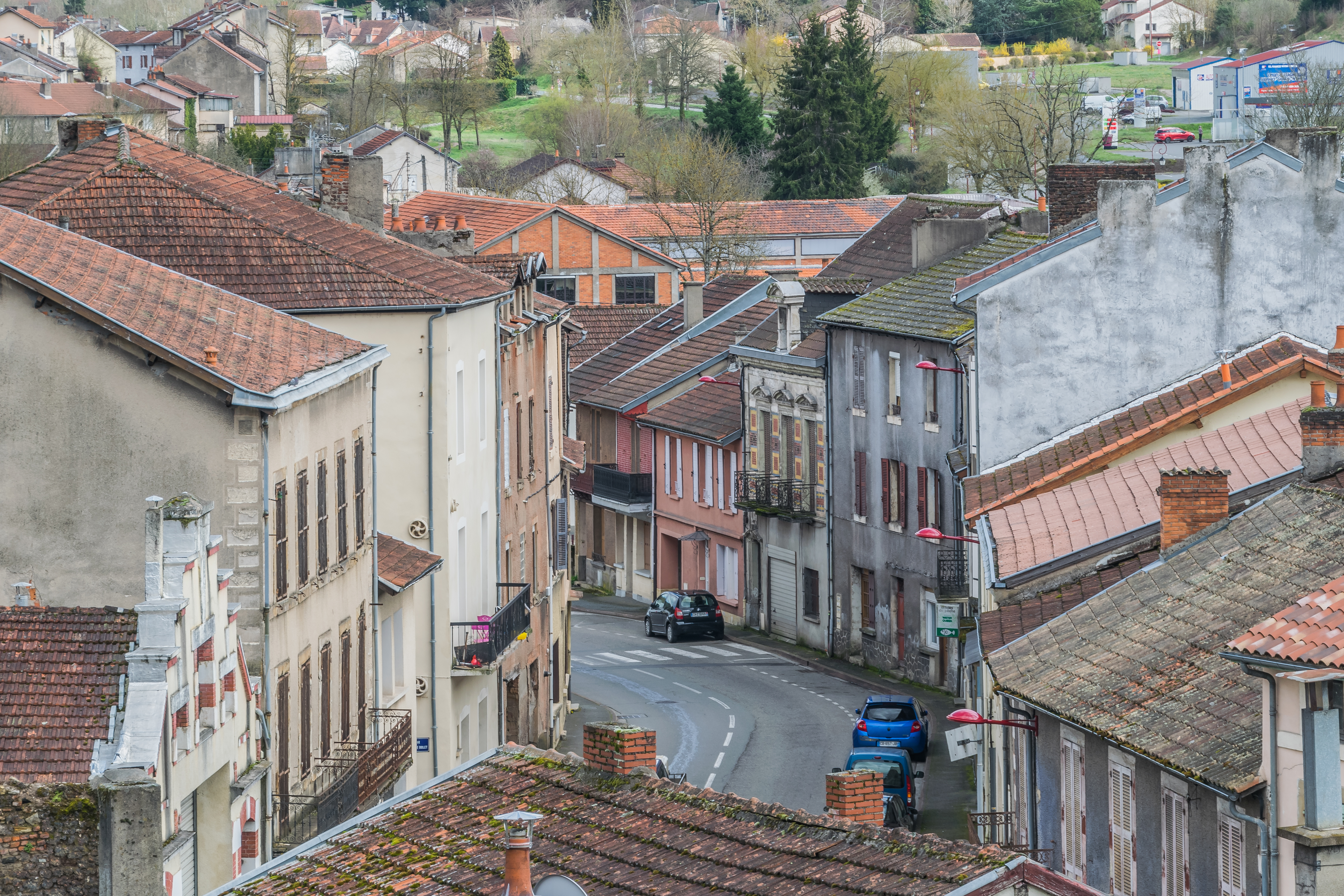
欧班镇中心的保罗·拉法格街

欧班（44°31'40"N, 2°14'45"E）位于法国南部偏西，奥克西塔尼大区北部和阿韦龙省西北部。
与欧班接壤的市镇包括：莱萨尔布、欧济茨、克朗萨克、德卡兹维尔、菲尔米、加尔冈、吕冈、瓦尔泽格、维维耶。
埃讷河（Enne）流经欧班境内，属于加龙河流域。境内以丘陵为主，镇中心位于一处谷地之中。
按照柯本气候分类法，欧班属于带有山地特征的温带海洋性气候，全年温差较小，降水分布均匀。

## 历史
欧班历史上长期为一普通村落，中世纪出现教堂，法国大革命后成为一个市镇。19世纪中后期因煤炭开采而聚集了大量人口。1862年欧班曾发生欧班枪击案，是当时法国一系列工人斗争的一部分。

## 交通
阿韦龙省省道D5线、D22线和D840线经过欧班境内。卡普德纳克－罗德兹铁路经过欧班并设有欧班站，该站停靠往返于罗德兹和布里夫拉盖亚尔德之间的区域列车，另每天停靠一班往返于罗德兹和巴黎之间的夜班列车。

## 政治
现任欧班市长为洛朗·亚历山大先生（Laurent Alexandre），他是一名左翼无党派人士。

## 人口
| 年份   | 1936  | 1946  | 1954  | 1962  | 1968  | 1975  | 1982  | 1990  | 1999  | 2006  | 2011  | 2016  | 2018  |
| ------ | ----- | ----- | ----- | ----- | ----- | ----- | ----- | ----- | ----- | ----- | ----- | ----- | ----- |
| 人口數 | 7,495 | 7,982 | 8,275 | 7,821 | 6,635 | 6,283 | 5,782 | 4,846 | 4,360 | 4,258 | 3,954 | 3,780 | 3,757 |

## 社会
2021年，欧班境内有两支注册足球队，2020至2021赛季均参加地方性的足球联赛：
- 山谷之星俱乐部（Étoile Sportive Combes）
- 阿韦龙青年体育俱乐部（JS Bassin Aveyron）

## 景观

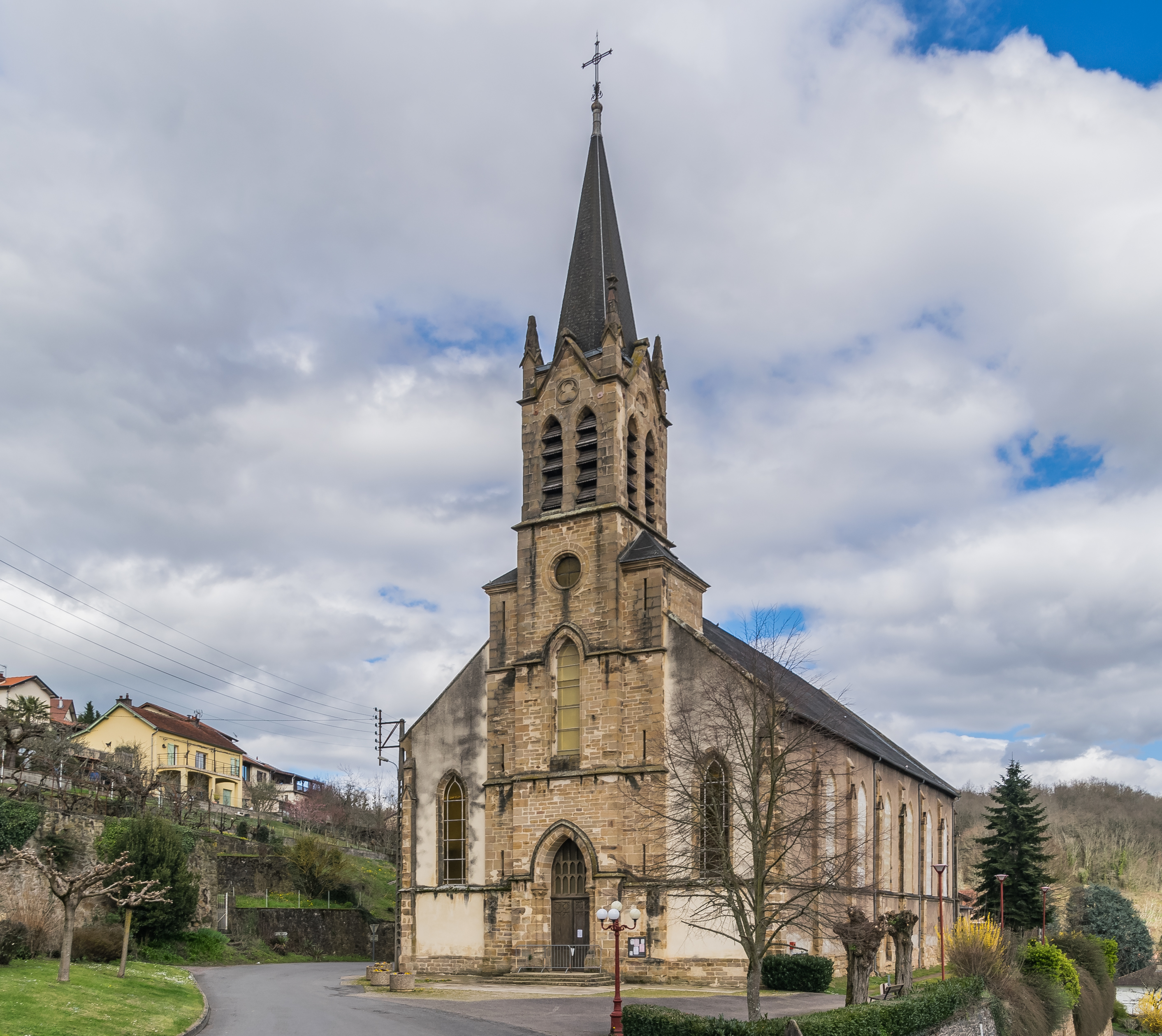
欧班镇中心的居阿圣母教堂

欧班境内有一处圣母教堂。另建有吕西安·马扎尔煤矿博物馆。

## 相关人物
法国雕塑家弗朗索瓦·科涅出生于欧班。